# 日本獣医学生協会
日本獣医学生協会（にほんじゅうがくせいきょうかい、英:Japan Association of Veterinary Students、略称:JAVS）は、日本全国の6年制獣医学課程に所属する有志の大学生による学生団体である。
理念として「『学生である今』を、『獣医師である未来』のために」というスローガンを掲げ、全国の獣医学生の交流や、獣医学に関連する様々な企画の運営、海外の獣医学生との交流などを行っている。

## 遠隔
日本獣医学生協会は2006年5月、当時北里大学獣医学部獣医学科5年生であった朴永泰（現Ve.C.動物病院グループ総院長）らにより、全国16大学の学生が集まり、意見交換の場を設けることを目的として設立された。年々その会員数を増やし、2022年現在、全国17大学の約1000人の獣医学生が所属している。

## 組織
日本獣医学生協会は、中央の執行部と３つの局及び１つの室、全国17の獣医系大学に置かれた支部により構成されている。
執行部
1名の会長、通常3名の副会長により構成される。
局及び室
外務局、事務会計局、IVSA-J局、運営対策室の４部局が存在する。過去には総務局が存在したが、現在はその活動を停止している。
支部
獣医学課程を有する下記の17大学に支部を有する。支部には支部長、副支部長、会計、渉外などの役職が置かれ、一般支部員を中心に支部活動を行っている。
- 帯広畜産大学支部
- 酪農学園大学支部
- 北海道大学支部
- 北里大学支部
- 岩手大学支部
- 東京大学支部
- 東京農工大学支部
- 日本獣医生命科学大学支部
- 麻布大学支部
- 日本大学支部
- 岐阜大学支部
- 大阪公立大学支部
- 鳥取大学支部
- 山口大学支部
- 岡山理科大学支部
- 宮崎大学支部
- 鹿児島大学支部